# 止血
在生物学中，止血（hemostasis）或生理止血，是一种防止和停止出血的过程，即生理机制可尽量保持血液在受损血管（血管壁的连续性中断）内，此为伤口愈合的第一阶段。与止血过程相反的是出血。当小血管破损时，在几分钟后自行停止，其机制包括血管收缩、血小板止血栓形成（hemostatic plug formation）、血液凝固、机化过程。
在外科学中，止血（stop bleeding）或医疗止血，是人們使用药物、压迫、填塞、止血带等各種方法使出血部位停止出血的方法。

## 止血的方法
在醫學上，止血有四種方法：
- 局部化學性
- 加壓止血
- 縫合
- 物理性止血

## 血管收缩
血管壁连续性中断后，受损部位及其附近的血管立即出现收缩，可立即减少血流量；如果破损口不大，甚至可以直接终止出血过程。介导血管收缩的机制有：
- 机械刺激直接导致血管壁平滑肌挛缩。
- 神经反射：受损血管及周围组织的神经末梢发出冲动，经过痛觉纤维或其它感觉纤维形成反射弧。
- 周围受损组织及激活的血小板释放缩血管物质，如血栓烷A2。

## 血小板血栓形成
血管壁连续性受损时将导致胶原暴露，暴露的胶原可激活血小板。随后血小板出现粘附、聚集、释放反应，可形成血小板血栓，至此，完成第一期止血。虽然血小板血栓很松软，但在出血早期还是起到了限制血流速度、减少出血量的作用，并且，为即将启动的凝血机制创造了条件。对于小的血管破损来说，单靠血小板血栓即可完成全部止血过程。实际上，机体每天有很多自发的小的血管破损出现，因此，在正常情况下，血小板血栓还具有修复血管壁的作用。

## 凝血
血管内皮受损后，暴露出其下方的组织因子、胶原等，可分别激活外源途径和内源途径，启动凝血机制。此外，已经激活的血小板也通过释放多种物质启动凝血机制，并能加速凝血过程。凝血机制的最终产物是纤维蛋白，形成牢固的血凝块。至此，完成第二期止血。

## 机化
止血机制启动后不久，纤溶机制也被激活，缓慢溶解已形成的血凝块；纤维母细胞也逐渐移入血凝块，最终由纤维结缔组织取代血凝块完成全部修复。

## 相關
醫療器材
- 止血带

止血藥
- 傳明酸 (Tranexamic acid)
- 胺基己酸 (Aminocaproic acid)